# Santuario dell'Immacolata (Barletta)
Il santuario dell'Immacolata, anche noto come chiesa dei monaci, è una chiesa di Barletta, posta in via Milano 116.

## Storia
La costruzione del santuario ebbe inizio nel 1930 sul suolo della vecchia chiesa di San Francesco, su progetto dell'ingegnere barlettano Arturo Boccassini. Per via della sua complessità architettonica, per vederla ultimata si dovette aspettare il 1935.
La cupola è senz'altro l'elemento che più la contraddistingue dall'esterno, oltre al campanile che svetta alla sua destra. In cima è posta una croce binata. Il campanile è alto 15 metri.

## Affreschi
Ugolino da Belluno fu chiamato sul finire degli anni '70 dalla confraternita dei monaci per arricchire artisticamente il santuario, rimasto con interni spogli sin dalla sua inaugurazione. Gli affreschi o graffiti sono molteplici, da quello centrale con la madonna incinta a quello di San Francesco in preghiera.